# Marguerite de France (1553-1615)
Pour les articles homonymes, voir Marguerite de France, Marguerite de Valois et Margot.
« Reine Margot » redirige ici. Pour les autres significations, voir La Reine Margot (homonymie).
Titres
Reine de France
2 août 1589 – 17 décembre 1599
(10 ans, 4 mois et 15 jours)
Reine de Navarre
18 août 1572 – 17 décembre 1599
(27 ans, 3 mois et 29 jours)
Signature
Marguerite de France ou Marguerite de Valois, surnommée la reine Margot à partir du XIXe siècle, est une princesse de la branche de Valois-Angoulême (maison de Valois) de la dynastie capétienne, née le 14 mai 1553 à Saint-Germain-en-Laye et morte le 27 mars 1615 à Paris. Elle était fille du roi Henri II et de Catherine de Médicis et la sœur des rois François II, Charles IX et Henri III. Par son mariage avec le roi Henri de Navarre, elle devient reine de Navarre en 1572, puis reine de France en 1589 lorsque son époux accède au trône de France sous le nom de Henri IV. Sur la demande de ce dernier, le pape déclare la nullité de son mariage en 1599.
Son mariage, qui devait célébrer la réconciliation des catholiques et des protestants en 1572, fut terni par le massacre de la Saint-Barthélemy six jours après et la reprise des troubles religieux qui suivirent. Elle-même participa à la fronde des princes pendant la conjuration des Malcontents ; ce qui lui valut la rancœur de son frère le roi Henri III. Dans le conflit qui opposa ce dernier aux Malcontents, elle prit parti pour François d'Alençon, leur frère cadet.
En tant qu'épouse du roi de Navarre, elle essaya de jouer un rôle pacificateur entre son mari et la Couronne de France. Ballottée entre la cour de France et la cour de Navarre, elle s'efforça de mener une vie conjugale heureuse, mais la stérilité de son couple et les tensions politiques propres aux guerres de religion eurent raison de son mariage. Malmenée par un frère ombrageux, rejetée par un mari volage et opportuniste, elle choisit en 1585 la voie de l'opposition. Elle prit le parti de la Ligue et fut contrainte de vivre en Auvergne dans un exil qui dura vingt ans.
Femme de lettres reconnue, esprit éclairé, mécène généreuse, elle joua un rôle important dans la vie culturelle de la cour, en particulier après son démariage et son retour d'exil en 1605. Elle fut un vecteur de la pensée néoplatonicienne qui prône notamment la suprématie de l'amour platonique sur l'amour physique. Au XIXe siècle, son existence a donné naissance au mythe de la « Reine Margot », d'après le surnom popularisé par Alexandre Dumas dans son roman du même nom.

## Biographie

### Jeunesse d'une fille de France
Née au château de Saint-Germain-en-Laye, elle est le septième enfant de Henri II et de Catherine de Médicis. Elle est baptisée dans la religion catholique et a comme marraine sa tante paternelle, Marguerite de France, fille de France, future duchesse de Savoie (d'où le choix de son prénom) et comme parrain le prince de Ferrare Alphonse II d'Este. Trois de ses frères devinrent rois de France : François II, Charles IX et Henri III. L'une de ses sœurs, Élisabeth de France, fut la troisième épouse du roi Philippe II d'Espagne ; l'autre, Claude de France, fut mariée au duc Charles III de Lorraine.

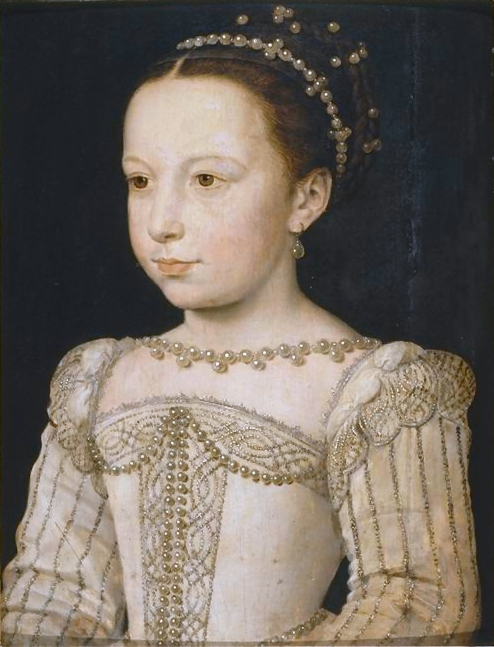
Marguerite (vers 1560) par François Clouet.

Elle ne connaît pas beaucoup son père, mortellement blessé lors d'un tournoi en 1559. Avec sa mère, elle entretient des rapports froids et distants, éprouvant pour elle un mélange d’admiration et de crainte. Elle est principalement élevée avec ses frères Alexandre, duc d'Anjou (le futur Henri III), et le dernier-né Hercule (ensuite renommé François), duc d'Alençon, puisque ses sœurs partent également en 1559 se marier à l’étranger. Lorsque Charles IX monte sur le trône à la mort de François II en 1560, elle vit à la cour de France aux côtés de ses deux frères aînés, ainsi que du jeune Henri de Navarre (fils et héritier de la reine de ce pays, Jeanne III). Elle est présente aux États généraux de 1560 aux côtés de Renée de France, duchesse de Ferrare, fille du roi Louis XII. Elle accompagne également le roi durant son grand tour de France de 1564 à 1566. C'est à cette occasion que Catherine de Médicis fait organiser de petits spectacles mettant en scène ses enfants, notamment une bergerie de Ronsard dans laquelle Henri, alors duc d'Orléans, tient le rôle d'Orléantin, François, duc d'Alençon celui d'Angelot et Marguerite celui de Margot, si bien que Charles IX prend l'habitude d'appeler sa sœur Margot.
Elle entretient d'abord d'excellents rapports avec ses frères (à tel point que des rumeurs feront par la suite état de relations incestueuses avec Henri et François — voire Charles). C'est ainsi que lorsque Henri part en 1568 prendre le commandement des armées royales, il confie à sa sœur âgée de 15 ans la défense de ses intérêts auprès de leur mère. Ravie de cette mission, elle s’en acquitte consciencieusement mais, à son retour, il ne lui en témoigne aucune gratitude. C'est du moins ce qu'elle raconte dans ses mémoires qu'elle rédige à partir de 1594.
Entre-temps, une idylle était née entre la princesse et Henri de Lorraine, duc de Guise, l'ambitieux chef de file des catholiques intransigeants. Les Guise étant partisans d’une monarchie placée sous la tutelle des grands et préconisant des mesures radicales contre les protestants (soit l’opposé de ce que souhaitent les Valois), une union est absolument inenvisageable. La réaction de la famille royale est donc très violente, d’autant que des négociations matrimoniales sont en cours. Cet épisode est peut-être à l'origine de la « haine fraternelle durable » qui s’établit entre Marguerite et son frère Henri, ainsi que du refroidissement des relations avec sa mère.
Le duc de Guise est le premier d’une longue série d'amants prêtés à Marguerite. La princesse avait reçu une éducation raffinée et possède toutes les qualités pour briller à la cour, à commencer par son éclatante beauté (« S’il y en eust jamais une au monde parfaicte en beauté, c’est la royne de Navarre », écrira Brantôme ; Tallemant des Réaux la décrit avec « de fortes joues, une bouche sensuelle, un teint éclatant, un regard malicieux, des cheveux noirs et frisés qu'elle cachait fréquemment sous des perruques blondes »). Toutefois, il est difficile de faire la part de vérité et de la rumeur parmi les liaisons qu’on lui prête. Comme pour les autres membres de sa famille (notamment sa mère et son frère Henri), les ragots circulant sur son compte pendant cette période troublée ont été particulièrement nombreux. Parmi ces prétendues aventures, certaines, telles les relations incestueuses avec ses frères, sont sans fondement, d'autres simplement platoniques.

### Noces vermeilles

#### Mariage avec Henri de Navarre

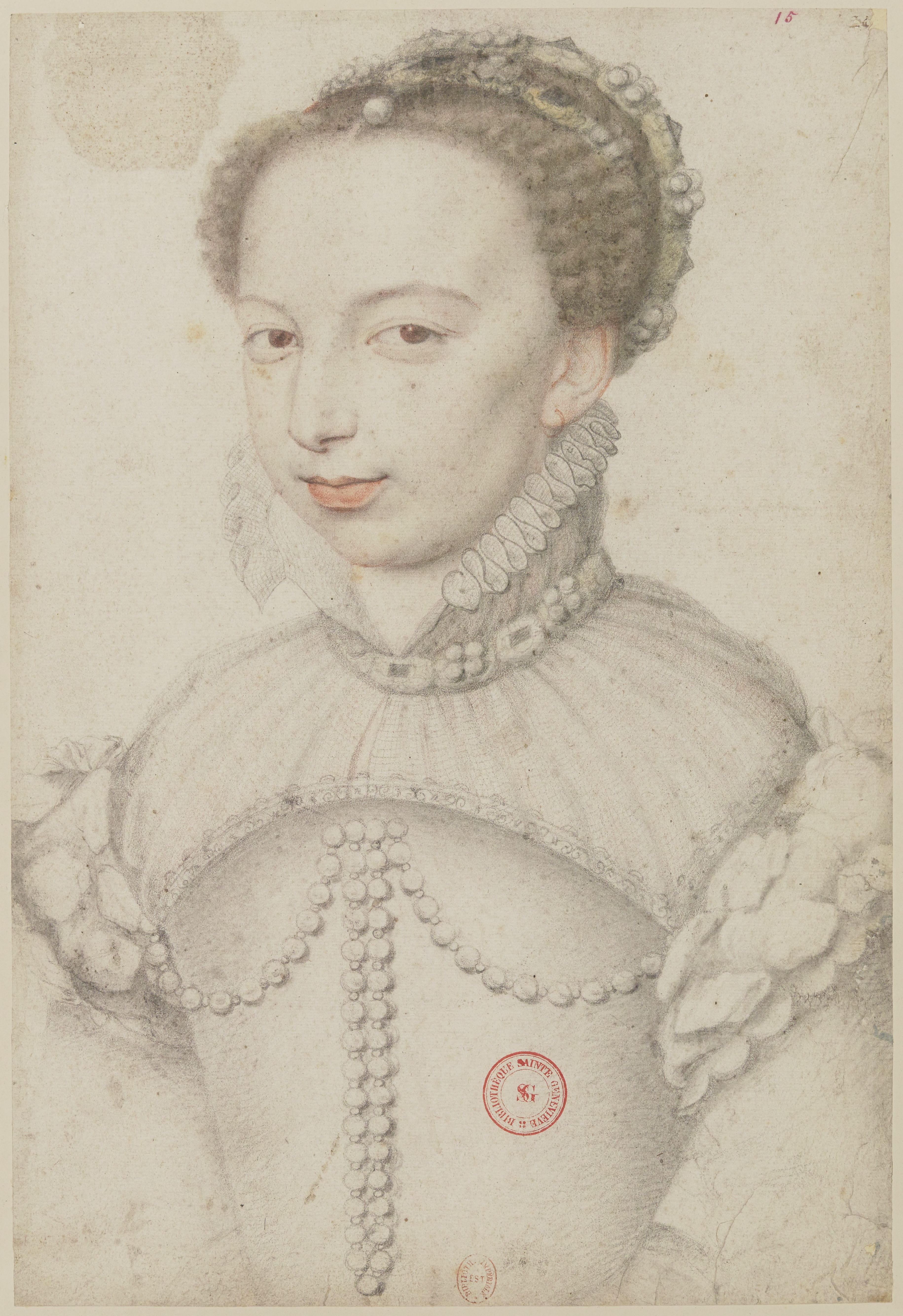
Marguerite (vers 1569).
Portrait attribué à François Clouet, Paris, BnF, département des estampes.

À la fin des années 1560, Catherine de Médicis propose en mariage sa fille au fils de Philippe II d'Espagne, l'infant Charles, mais le mariage ne se fait pas. De sérieuses négociations ont aussi lieu pour marier Marguerite au roi de Portugal Sébastien Ier, mais elles sont aussi abandonnées.
Resurgit donc l’idée, déjà évoquée par Henri II, d’une union avec le jeune chef du parti protestant, le jeune futur roi Henri de Navarre. Héritier présomptif de la couronne de France après les fils de France — mais la perspective d'une accession au trône de France est alors très lointaine —, Henri est aussi l’héritier de vastes possessions dans le Sud-Ouest. Cette union a surtout pour objectif la réconciliation entre catholiques et protestants à la suite de la troisième guerre de religion.

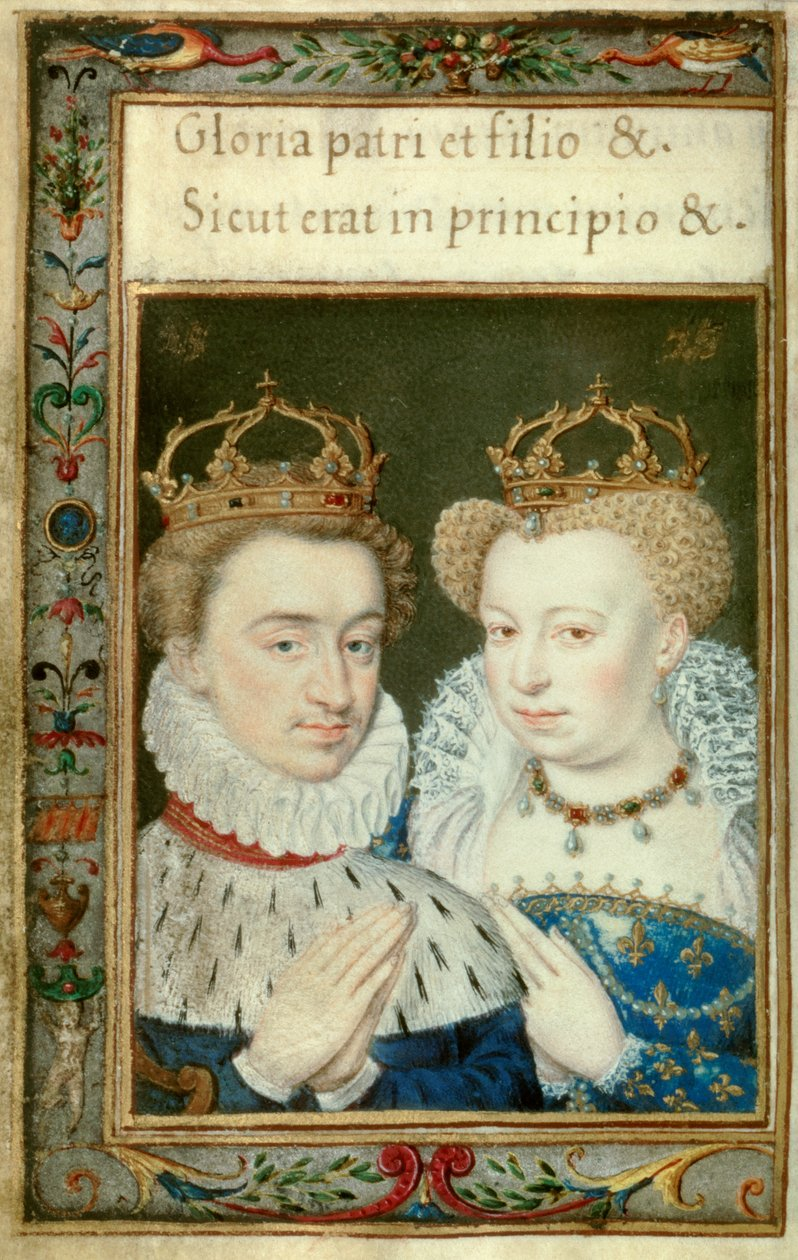
Henri et Marguerite, roi et reine de Navarre (vers 1572). Miniature du livre d'heures de Catherine de Médicis.

Des négociations s'engagent entre Catherine de Médicis et la mère d'Henri, la très huguenote reine de Navarre Jeanne d'Albret. Les discussions sont longues et difficiles. Jeanne d’Albret se méfie de la reine mère de France, et exige au préalable la conversion de Marguerite au protestantisme. Mais elle doit céder face à l’entêtement de la princesse à conserver sa religion et finit, sous la pression du parti protestant, par donner son consentement, non sans avoir obtenu pour sa future belle-fille une dot considérable. Elle meurt peu après, et Henri devient roi de Navarre sous le nom d’Henri III de Navarre (avant d’accéder au trône de France en 1589 sous le nom d’Henri IV). Quant à Marguerite, c'est non sans réticences qu'elle consent à épouser le souverain hérétique d’un résidu de royaume.
Sans attendre la dispense pontificale requise en raison de la différence de religion et du cousinage des futurs époux — tous deux sont les arrière-petits-enfants de Charles d’Angoulême —, l’« union exécrable » — selon les termes du général des jésuites — est célébrée le 18 août 1572. Le déroulement des noces a été réglé de façon à satisfaire les protestants, venus nombreux assister au mariage de leur chef : la bénédiction nuptiale a lieu devant le parvis de Notre-Dame de Paris, leur évitant ainsi d’assister à la messe ; et elle est donnée par le cardinal de Bourbon en qualité d’oncle d’Henri et non de prêtre. Les noces sont suivies de trois jours de fêtes somptueuses (19 au 21 août 1572) ; la reine Catherine y fait notamment réaliser le ballet-mascarade La Défense du paradis, (20 août 1572).

#### Massacre de la Saint-Barthélemy
L’entente entre catholiques et réformés dure peu. Le 22 août, lendemain de la clôture des festivités de noces a lieu l’attentat manqué contre l’amiral de Coligny, l’un des chefs du parti huguenot qui s'efforce d'entraîner la France dans une guerre contre l'Espagne. Le surlendemain, 24 août 1572, jour de la Saint-Barthélemy, les protestants sont massacrés jusqu'à l'intérieur du Louvre — un gentilhomme grièvement blessé trouve même refuge dans la chambre de Marguerite. La proximité du massacre a valu au mariage le surnom de « noces vermeilles ». Il n’est alors plus question de conciliation et la dissolution du mariage pourrait être prononcée, mais Marguerite choisit de faire preuve de loyauté envers son mari et refuse l'offre que sa mère lui aurait faite de la démarier.

### Conjuration des Malcontents et début des intrigues

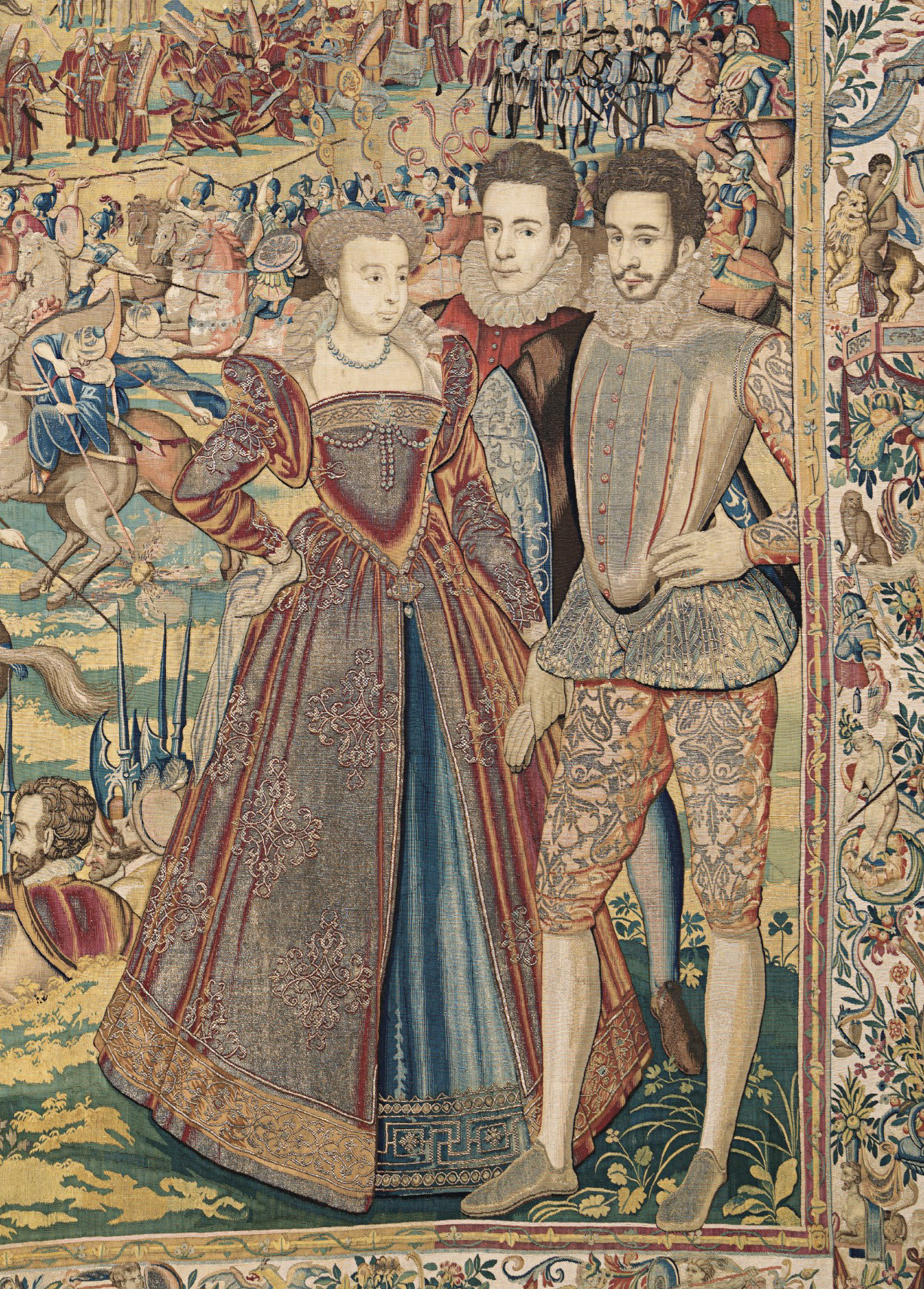
Marguerite représentée avec son frère, le duc François d'Anjou (à droite) et son neveu, le jeune Henri de Lorraine (au centre).
Détail d'une des tapisseries de la tenture des Valois.

En 1573, la santé du roi Charles IX commence à sérieusement décliner, mais l'héritier naturel, son frère Henri, favorable à une politique de fermeté contre les protestants, a été élu roi de Pologne. De grands seigneurs catholiques modérés soutiennent alors le projet de faire monter sur le trône de France, en cas de vacance, le frère cadet, François, duc d’Alençon, réputé favorable à un compromis confessionnel dans les affaires religieuses.
En 1574, alors que Charles IX se meurt, ceux qu'on surnomme désormais les Malcontents, alliés aux protestants, mettent en œuvre plusieurs complots, le plus célèbre étant la conjuration des Malcontents, pour s’emparer du pouvoir. Par inclination pour ses deux frères aînés Charles et Henri, Marguerite dénonce dans un premier temps cette fronde dans laquelle son mari est partie prenante, mais elle finit par changer d'alliance dans l'espoir peut-être d'améliorer la situation inconfortable où l'avait mise la Saint-Barthélemy. Depuis le massacre, elle était tenue en suspicion à la fois par son mari et par la couronne. L'avènement de François au trône aurait pu lui permettre de retrouver la confiance des deux camps.
Mais la conspiration est déjouée, les chefs du complot sont arrêtés et décapités, malgré la demande de leur grâce par le duc d'Alençon et Marguerite auprès de Charles IX. L'un est Joseph Boniface de La Môle, prétendu amant de Marguerite — et héros du roman La Reine Margot d'Alexandre Dumas — l'autre est Annibal de Coconas. Après l’échec de la conjuration, François de France et Henri III de Navarre sont retenus prisonniers au château de Vincennes. Marguerite de France rédige une plaidoirie, le Mémoire justificatif pour Henri de Bourbon pour qu’il se défende devant le roi. À l'avènement d'Henri III, ils sont laissés en liberté sous surveillance à la cour, mais le nouveau roi ne pardonne pas à sa sœur de l'avoir trahi.

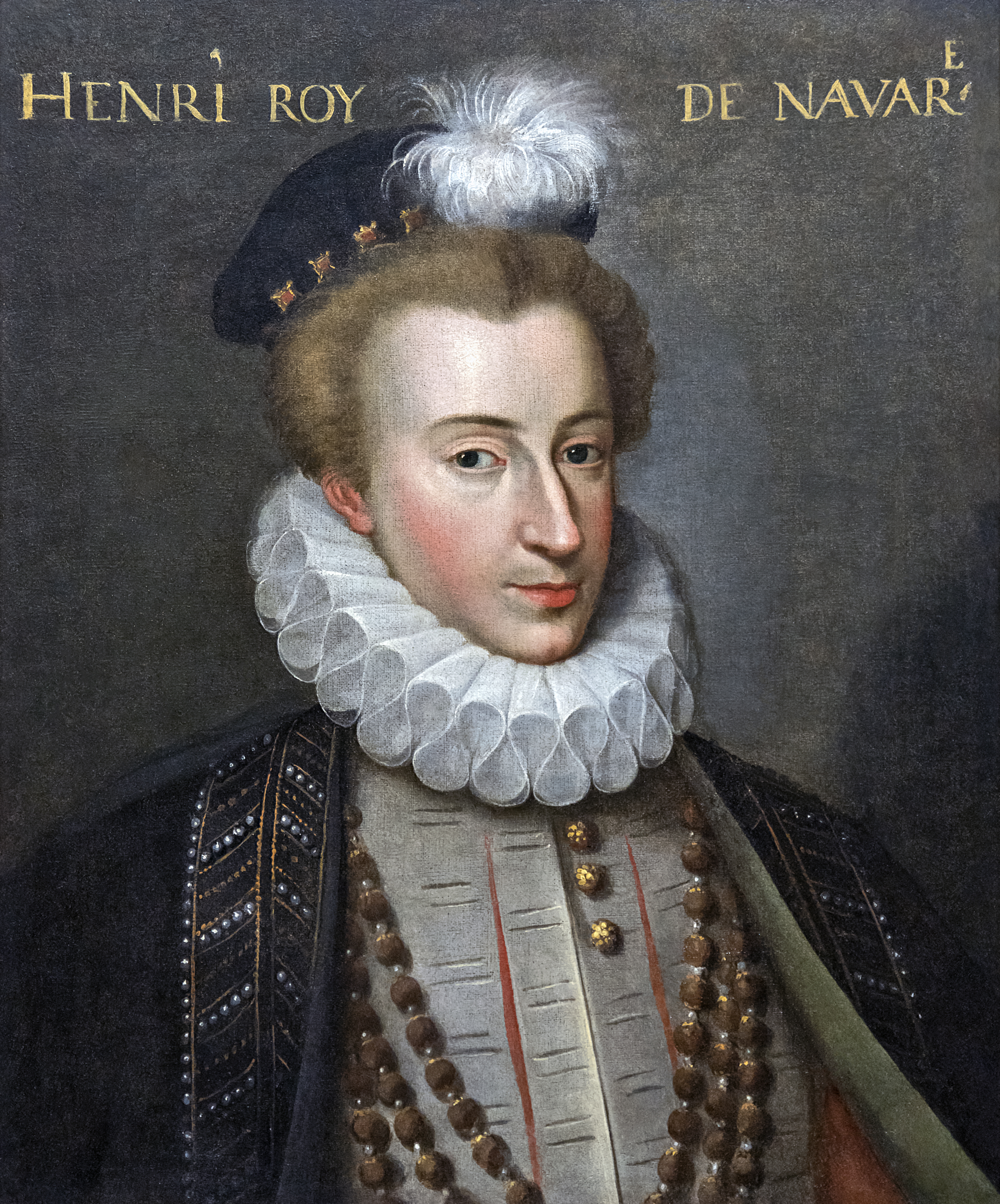
Henri IV (roi de France), roi de Navarre
(vers 1575).
Huile sur toile, château de Pau.

Les rapports du couple royal navarrais se détériorent, Marguerite n'arrive toujours pas à être enceinte – car, s'il n'a jamais été question d'amour entre les époux, Henri III de Navarre continue à remplir assidument son devoir conjugal. Mais il a de nombreuses maîtresses et trompe ouvertement Marguerite avec la belle Charlotte de Sauve. Dame de compagnie de Catherine de Médicis, celle-ci provoque également une brouille entre le duc d'Alençon et le roi de Navarre, tous deux ses amants, que Marguerite s’employait à allier. Cet épisode relativise l’image d’un couple multipliant certes les infidélités, mais à l’alliance politique solide. En réalité, Henri ne se rapproche de sa femme que lorsque cela sert ses intérêts, mais n’hésite pas à la délaisser dans le cas contraire. De son côté, Marguerite aurait peut-être profité de l'absence de jalousie de son époux pour prendre un amant en la personne du fameux Bussy d'Amboise.
Le duc d'Alençon et le roi de Navarre parviennent finalement à s'enfuir, l'un en septembre 1575 et l'autre en février 1576. Henri n’avertit même pas sa femme de son départ. Marguerite se retrouve recluse au Louvre, des gardes aux portes de sa chambre, car Henri III de France la tient pour complice. Mais le duc d'Alençon, qui s’est allié aux huguenots, a pris les armes et refuse de négocier tant que sa sœur sera captive. Elle est donc libérée et assiste avec sa mère aux pourparlers de paix. Ils aboutissent à un texte extrêmement avantageux pour les protestants et pour le duc d'Alençon, qui devient duc d'Anjou : l’édit de Beaulieu.
Henri III de Navarre, qui s'est à nouveau converti à la réforme, cherche à obtenir que Marguerite le rejoigne dans son royaume de Navarre. Durant ce conflit, ils se sont réconciliés au point qu'elle lui rapporte fidèlement ce qu’elle apprend à la cour. Mais Catherine de Médicis et Henri III de France refusent dans un premier temps de la laisser partir, Marguerite étant susceptible de devenir un otage aux mains des huguenots ou de renforcer l’alliance entre le roi de Navarre et le nouveau duc d'Anjou. Catherine est alors persuadée qu'Henri III de Navarre est « récupérable » pour le parti catholique et utilise sa fille comme un appât pour l'attirer à Paris.

### Expédition aventureuse des Pays-Bas

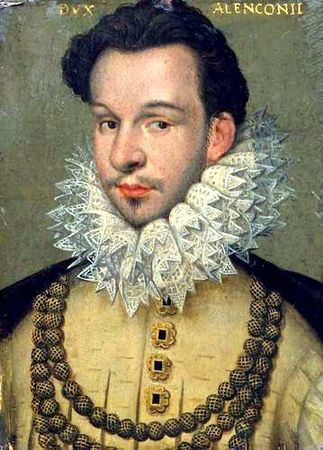
François de France, duc d'Anjou.
Miniature de Nicholas Hilliard, Londres, Victoria and Albert Museum, vers 1577.

En 1577, alors que la guerre civile reprend, Marguerite fait valoir qu’elle est partagée entre la loyauté due à son mari et à son frère aîné (même si, s’agissant de ce dernier, elle est toute relative) et réclame l’autorisation de partir en mission dans le sud des Pays-Bas (Nord de la France et Belgique actuels) pour le compte de son frère cadet. Les Flamands, qui se sont soulevés en 1576 contre la domination espagnole, semblent disposés à offrir un trône à un prince français tolérant et susceptible de leur apporter l’appui diplomatique et militaire nécessaire à la conquête de leur indépendance. Henri III accepte finalement l’expédition de sa sœur, y voyant l’occasion de se débarrasser de ce frère gênant.
Prenant prétexte d’une cure aux eaux de Spa, Marguerite part donc à l’été, en grand équipage. Elle consacre deux mois à sa mission. À chacune des étapes de son voyage, elle s’entretient, à l’occasion de rencontres fastueuses, avec des gentilshommes hostiles à l’Espagne et, leur vantant les mérites de son frère, tente de les persuader de l’intérêt qu’ils auraient à se rallier à lui. Elle fait aussi la connaissance du gouverneur des Pays-Bas, Don Juan d'Autriche, le vainqueur de Lépante, avec qui elle a un entretien cordial. Mais pour Marguerite, le retour en France est mouvementé, à travers un pays en pleine insurrection, alors que, de surcroît, elle craint que les troupes espagnoles ne tentent de s'emparer d'elle.
Finalement, si elle noua quelques contacts utiles, le duc d'Anjou ne put ni ne sut en tirer parti.

### Nérac: amour et littérature

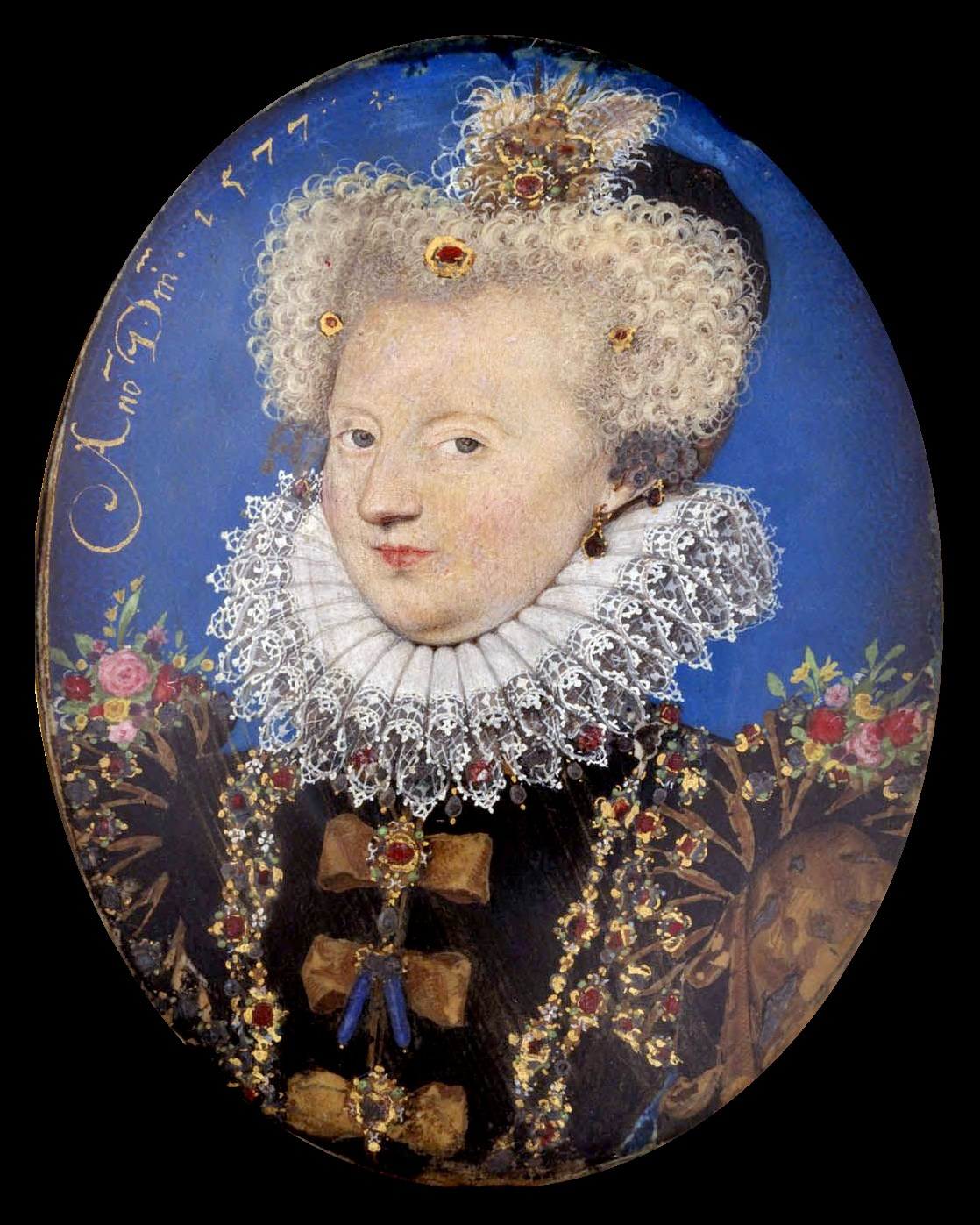
La reine Marguerite en 1577.

Après avoir rendu compte de sa mission à son frère cadet, Marguerite revient à la cour, où l’atmosphère est toujours aussi tendue. Les combats se multiplient entre mignons d'Henri III et partisans de François de France, au premier rang desquels Bussy d'Amboise, prétendu amant de Marguerite, « né, écrit-elle, pour estre la terreur de ses ennemis, la gloire de son maistre et l’esperance de ses amis. » La situation est telle qu’en 1578 François demande à s’absenter. Mais Henri III y voit la preuve de sa participation à un complot : il le fait arrêter en pleine nuit et le consigne dans sa chambre, où Marguerite le rejoint. Quant à Bussy, il est conduit à la Bastille. Quelques jours plus tard, François de France s’enfuit de nouveau, grâce à une corde jetée par la fenêtre de sa sœur.
Peu après, Marguerite, qui a nié toute participation à cette évasion, obtient enfin l’autorisation de rejoindre son mari. Henri III et Catherine de Médicis ôtent ainsi à Henri III de Navarre un motif de mécontentement. Catherine voit aussi les années passer et n'a toujours pas d'héritier. Elle espère de nouvelles noces et invite son gendre à faire « acte de bon mari ». Peut-être espèrent-ils aussi que Marguerite pourra jouer un rôle conciliateur et ramener l’ordre dans les provinces troublées du Sud-Ouest.
Pour son retour en grande pompe, Marguerite est accompagnée de sa mère et de son chancelier, un humaniste, magistrat et poète de renom, Guy Du Faur de Pibrac. Ce voyage est l'occasion d’entrées fastueuses dans les villes traversées, façon de resserrer des liens distendus avec la famille régnante. Au terme de leur voyage, elles retrouvent enfin Navarre (qui a mis peu d'empressement à venir à leur rencontre). Catherine et son gendre s’accordent sur les modalités d’exécution du dernier édit de pacification — c’est l’objet de la conférence de Nérac en 1579 — puis la reine mère regagne Paris.

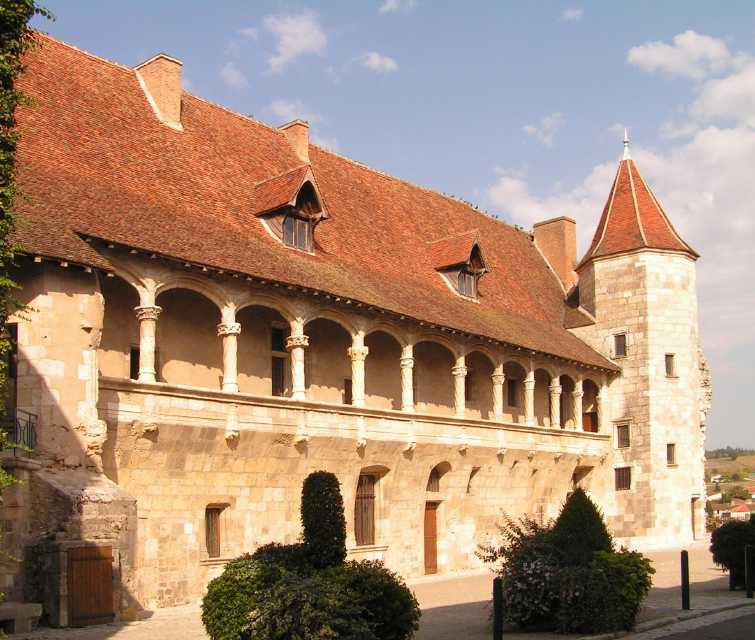
Le château de Nérac.

Après son départ, les époux séjournent brièvement à Pau où Marguerite souffre de l’interdiction du culte catholique. Ils s'installent ensuite à Nérac, capitale de l’Albret (qui fait partie du royaume de France et où ne s'applique donc pas la réglementation religieuse intolérante en vigueur au Béarn). Elle va s'employer à créer une cour raffinée. « La reine de Navarre eut bientôt dérouillé les esprits et verrouillé les armes », écrit Agrippa d'Aubigné. Il se forme en effet autour de Marguerite une véritable académie littéraire. Outre Agrippa, compagnon d'armes de Navarre, et Pibrac, le poète Saluste Du Bartas ou encore Montaigne fréquentent la cour. Marguerite eut d'ailleurs de nombreux échanges avec l’auteur des Essais.
La cour de Nérac devient surtout célèbre pour les aventures amoureuses qui s’y seraient multipliées, au point d’avoir inspiré Shakespeare pour sa pièce Peines d'amour perdues. « L’aise y amena les vices, comme la chaleur les serpents », dénonce Agrippa. « La cour y fut un temps douce et plaisante ; car on n’y parlait que d’amour, et des plaisirs et passe-temps qui en dépendent », se félicite en revanche Sully. On prête à Marguerite une liaison avec l’un des plus illustres compagnons de son mari, le vicomte de Turenne. Henri de Navarre s'emploie de son côté à conquérir l'ensemble des filles d'honneur qui ont accompagné son épouse.
Mais en 1579 éclate la « guerre des Amoureux » (la septième guerre de Religion), ainsi nommée parce qu’on a prétendu à tort qu’elle avait été déclenchée par Marguerite par rancœur envers son frère aîné. Elle y aurait poussé le vicomte de Turenne et aurait incité ses dames d’honneur, également liées à des capitaines huguenots, à l’imiter. Il est vrai que pendant le conflit, Marguerite prend plutôt le parti de son mari. En réalité, le conflit fut provoqué par la mauvaise application du dernier édit de pacification et par un conflit entre le roi de Navarre et le lieutenant général du roi de France en Guyenne — province dont le roi de Navarre est gouverneur. Il dure peu (1579-1580), en partie grâce à Marguerite qui suggère de faire appel au duc d'Anjou pour mener les négociations. Elles sont rapides et aboutissent à la paix de Fleix.
C’est alors que Marguerite s’éprend du grand écuyer de son frère, Jacques de Harlay, seigneur de Champvallon. Les lettres qu’elle lui a adressées illustrent sa conception de l’amour, empreinte de néoplatonisme. Il s’agit, en privilégiant l’union des esprits sur celle des corps — ce qui ne signifie pas pour autant que Marguerite n’apprécie pas l’amour physique — d’aboutir à la fusion des âmes. Cette conception est illustrée par un dialogue intitulé La Ruelle mal assortie, longtemps attribué à tort à Marguerite de Valois.

### Entre deux cours
Après le départ du duc d'Anjou, la situation de Marguerite se détériore. Responsable de cette situation, l’une de ses filles d’honneur, la jeune Françoise de Montmorency-Fosseux, dite Fosseuse, dont son mari s’est épris alors qu'elle n'a que quatorze ans, et qui est tombée enceinte. Elle ne cesse de monter Henri contre sa femme, espérant peut-être se faire épouser. Le roi de Navarre exige même de son épouse qu’elle couvre sa grossesse. Mais « Dieu voulut qu’elle ne feit qu’une fille, qui encores estoit morte » (Mémoires).

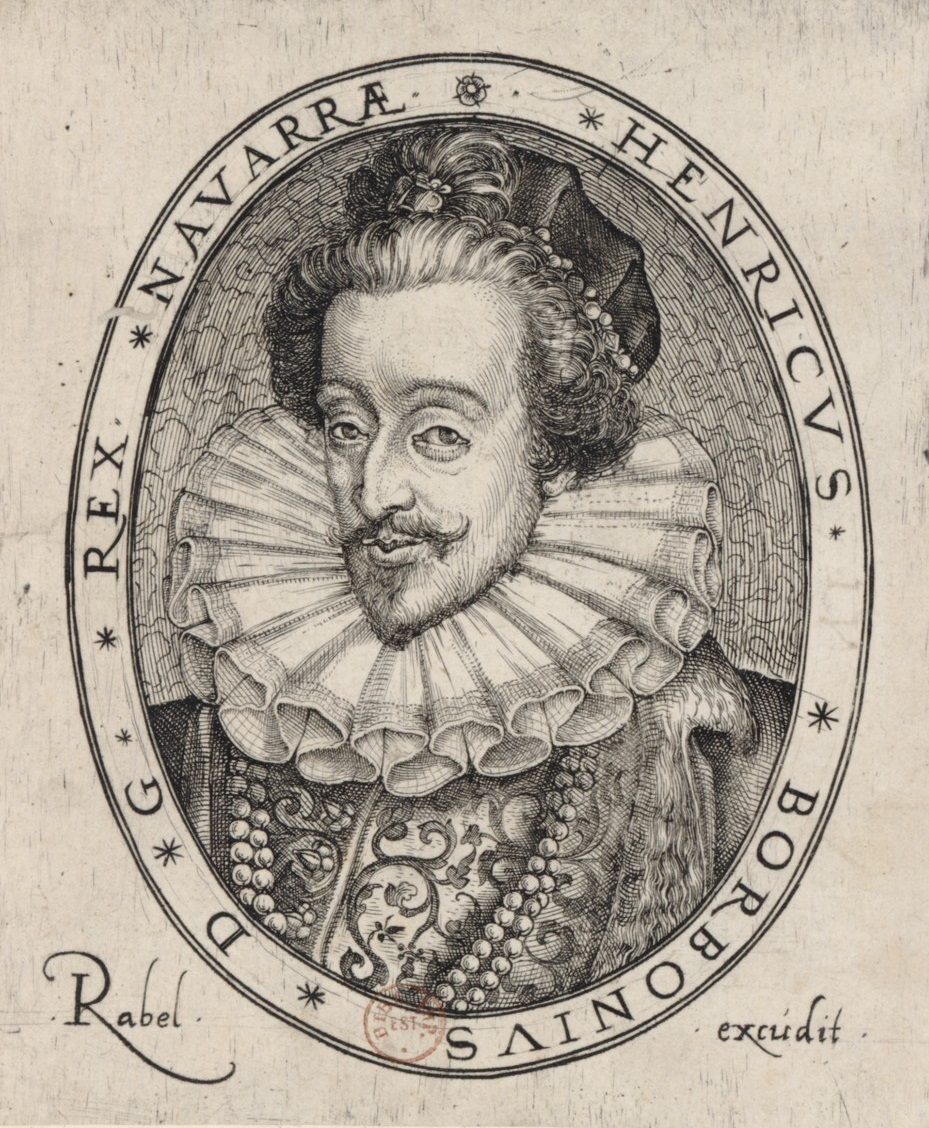
Henri IV (roi de France), roi de Navarre.
Burin de Jean Rabel, Paris, BnF, département des estampes, 1584.

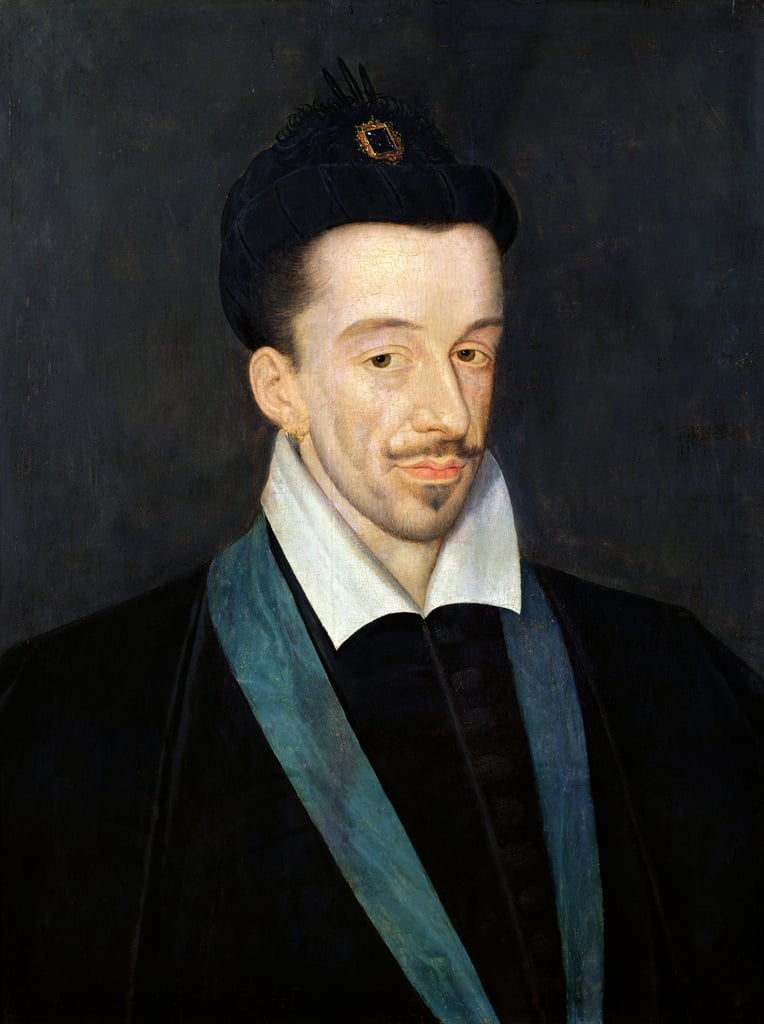
Henri III (roi de France), roi de France.
Huile sur panneau de bois de François Quesnel, Paris, musée du Louvre.

Finalement en 1582, Marguerite revient à Paris. Elle n'a atteint aucun des deux objectifs qui auraient affermi sa situation. Cependant, les vraies raisons de son départ sont obscures. Sans doute veut-elle échapper à une atmosphère devenue hostile, peut-être aussi se rapprocher de son amant Champvallon, ou soutenir son frère cadet. De plus, Henri III et Catherine la pressent de rentrer, espérant ainsi attirer Navarre à la cour.
Mais elle est accueillie froidement, le roi la tenant pour responsable du dernier conflit. Et la situation se dégrade encore. Alors qu’Henri III alterne vie dispendieuse et crises de mysticisme, Marguerite encourage les moqueries contre ses mœurs et mène une vie scandaleuse — elle serait tombée enceinte de Champvallon. De plus, elle encourage Alençon à poursuivre son expédition aux Pays-Bas que le roi souhaite interrompre, craignant une guerre avec l’Espagne.
Finalement, en 1583, le roi chasse sa sœur de la cour, mesure sans précédent qui fait grand bruit en Europe, d’autant plus que le départ de Marguerite s’accompagne d’humiliations : Henri III, croisant le cortège de sa sœur, l’ignore ; puis, il fait fouiller sa litière — en quête de preuves, notamment à propos d’un éventuel avortement — puis, n'ayant rien trouvé, il fait arrêter certains de ses serviteurs qu’il interroge lui-même.
De plus, averti des rumeurs, Navarre refuse de recevoir sa femme. Il réclame à un Henri III embarrassé, des explications, puis des compensations. Marguerite reste dans l’incertitude en attendant que les négociations aboutissent. Du 23 août 1583 au 13 avril 1584 , pendant huit mois, elle erre de ville en ville - Chartres, Vendome, Chateau Plessis-lès-Tours, Poitiers, Jarnac, Coutras, Agen.
Les bellicistes protestants trouvent là le casus belli qu’ils attendaient et Navarre en profite pour s'emparer de Mont-de-Marsan, qu’Henri III accepte de lui céder pour clore l’incident.
Huit mois après son départ, Marguerite peut enfin retrouver son mari, qui ne s’est pas pressé pour la rejoindre à Nérac et lui témoigne peu d’intérêt, passionné qu’il est par sa maîtresse du moment, Corisande. Aux malheurs de Marguerite s’ajoute encore la nouvelle de la mort de François d’Alençon, en juin 1584, ce qui lui fait perdre son plus sûr allié.

### D'Agen à Usson: révolte et emprisonnement
En 1585, alors que la guerre reprend, Marguerite, rejetée par sa famille comme par son mari, rallie la Ligue, qui rassemble aussi bien les catholiques intransigeants que toutes les personnes hostiles à la politique d'Henri III. Elle prend possession d’Agen, ville faisant partie de sa dot et dont elle est la comtesse, et en fait renforcer les fortifications. Recrutant des troupes, elle les lance à l’assaut des cités alentour. Mais, las des exigences de Marguerite, les Agenais se révoltent et s’entendent avec le lieutenant du roi. À l'arrivée des troupes royales, Marguerite doit fuir précipitamment.
Marguerite s’installe alors au château de Carlat, dont elle est propriétaire. Elle y tombe malade. Le gouverneur de la forteresse entre en conflit avec son amant, Gabriel d'Aubiac dit le Bel Athis, qu'elle a nommé capitaine de ses gardes. Elle repart au bout d'un an. On ne connaît pas les raisons exactes, mais l'approche des troupes royales semble être la plus probable.
Elle veut trouver refuge un peu plus au nord de l'Auvergne, au château d’Ybois (Orbeil), qui lui a été proposé par sa mère. Mais elle s’y retrouve assiégée par les troupes royales qui s’emparent de la forteresse. Elle doit alors attendre près d’un mois que l’on statue sur son sort. Son amant Aubiac est pendu par ordre du roi à Aigueperse.
Henri III décide finalement de l'assigner à résidence dans le château d'Usson, au cœur de l'Auvergne, lequel avait servi de prison sous Louis XI. « Plus je vais en avant, plus je ressens et reconnais l’ignominie que cette misérable nous fait. Le mieux que Dieu fera pour elle et pour nous, c’est de la prendre », écrit-il même. Sa mère n’étant pas mieux disposée (d’autant qu’elle envisage de remarier Navarre à sa petite-fille préférée, Christine de Lorraine), il n’est pas étonnant que Marguerite craigne alors pour sa vie.

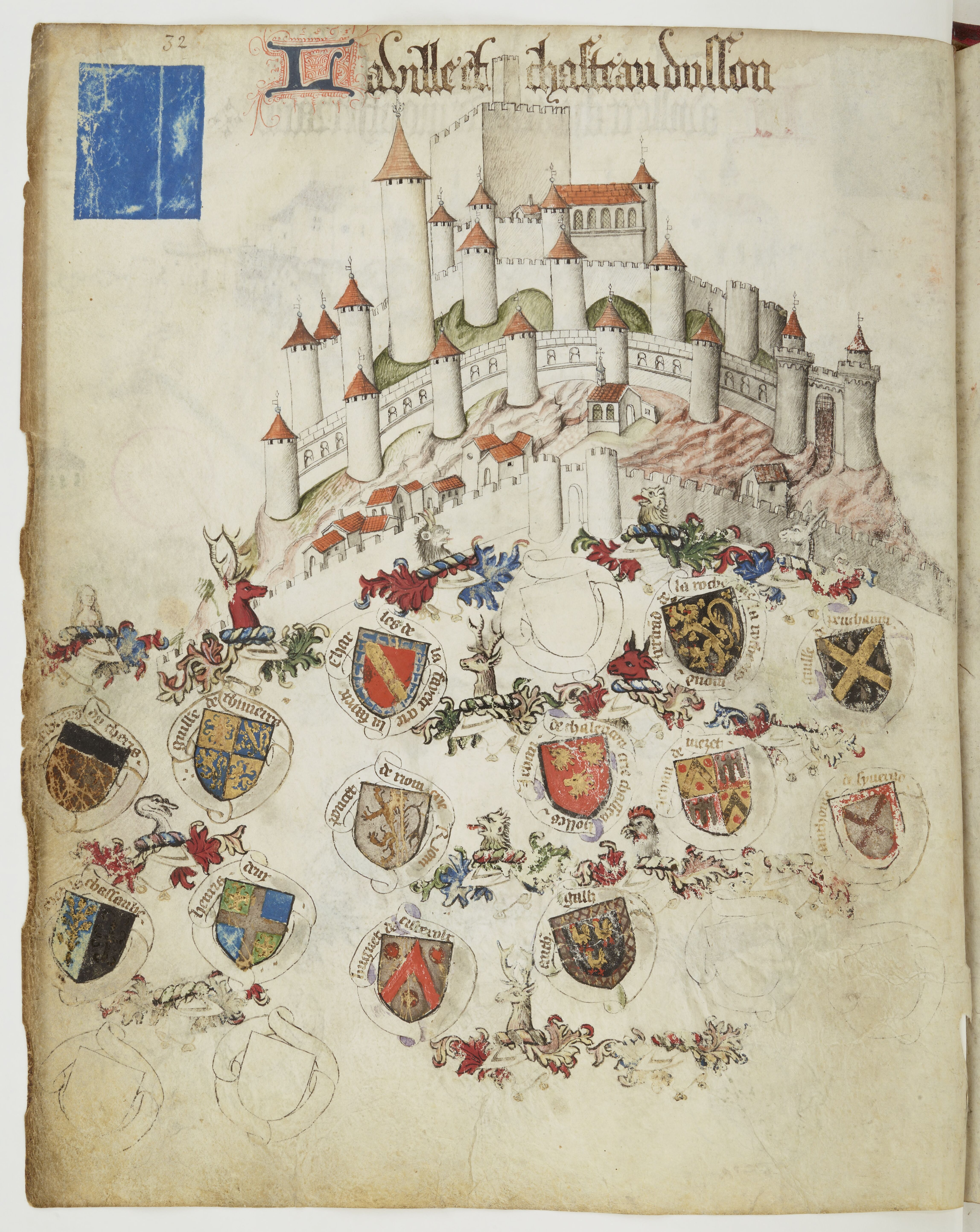
Dessin de la ville et château d'Usson par Guillaume Revel dans L'Armorial d'Auvergne (1450-1460)

À partir de 1586, Marguerite est donc retenue prisonnière « parmy les déserts, rochers et montagnes d’Auvergne » (Brantôme). Elle parvient néanmoins rapidement à adoucir sa détention en achetant son gardien. Marguerite prend le commandement de la forteresse et de cette haute vallée de l'Allier, mais elle n’en souffre pas moins du manque de revenus et de l’isolement et doit mener une vie spartiate, mais relativement libre à l'abri des agressions extérieures.
Pour s’occuper, elle entreprend la rédaction de ses Mémoires, qu’elle dédie à Pierre de Bourdeille dit Brantôme. Elle lit beaucoup (notamment des ouvrages religieux) et reçoit la visite d’écrivains, à commencer par le fidèle Brantôme, mais aussi Honoré d'Urfé, qui s’inspira sans doute de Marguerite pour créer le personnage de Galathée dans L’Astrée.

### Réconciliation et nullité de son mariage

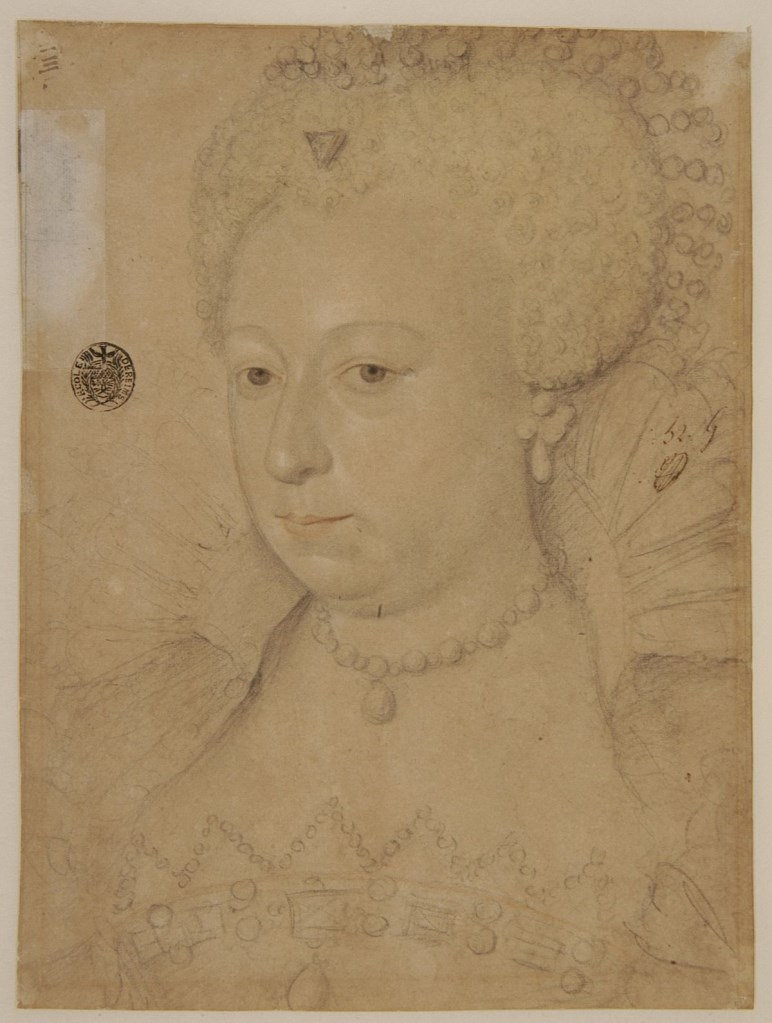
La reine Marguerite durant les années 1580.

L'année 1589 débute le 5 janvier avec la mort de la reine mère, Catherine de Médicis, puis, le 1er août, survient l'assassinat de son frère, le roi Henri III. Son époux, le roi Henri III de Navarre, devient alors le nouveau roi de France sous le nom d'Henri IV, et Marguerite la nouvelle reine de France. Marguerite reprend contact avec son mari pour tenter de redresser sa situation financière. Bien qu'à son nom s'attache un lourd parfum d'intrigues et de scandales et que sa stérilité soit avérée, elle sait que le nouveau roi a besoin d'un fils légitime pour consolider son pouvoir. Pour cela, il a besoin de l’appui de son épouse, car il souhaite se remarier et avoir enfin cette descendance légitime qu'il espère.

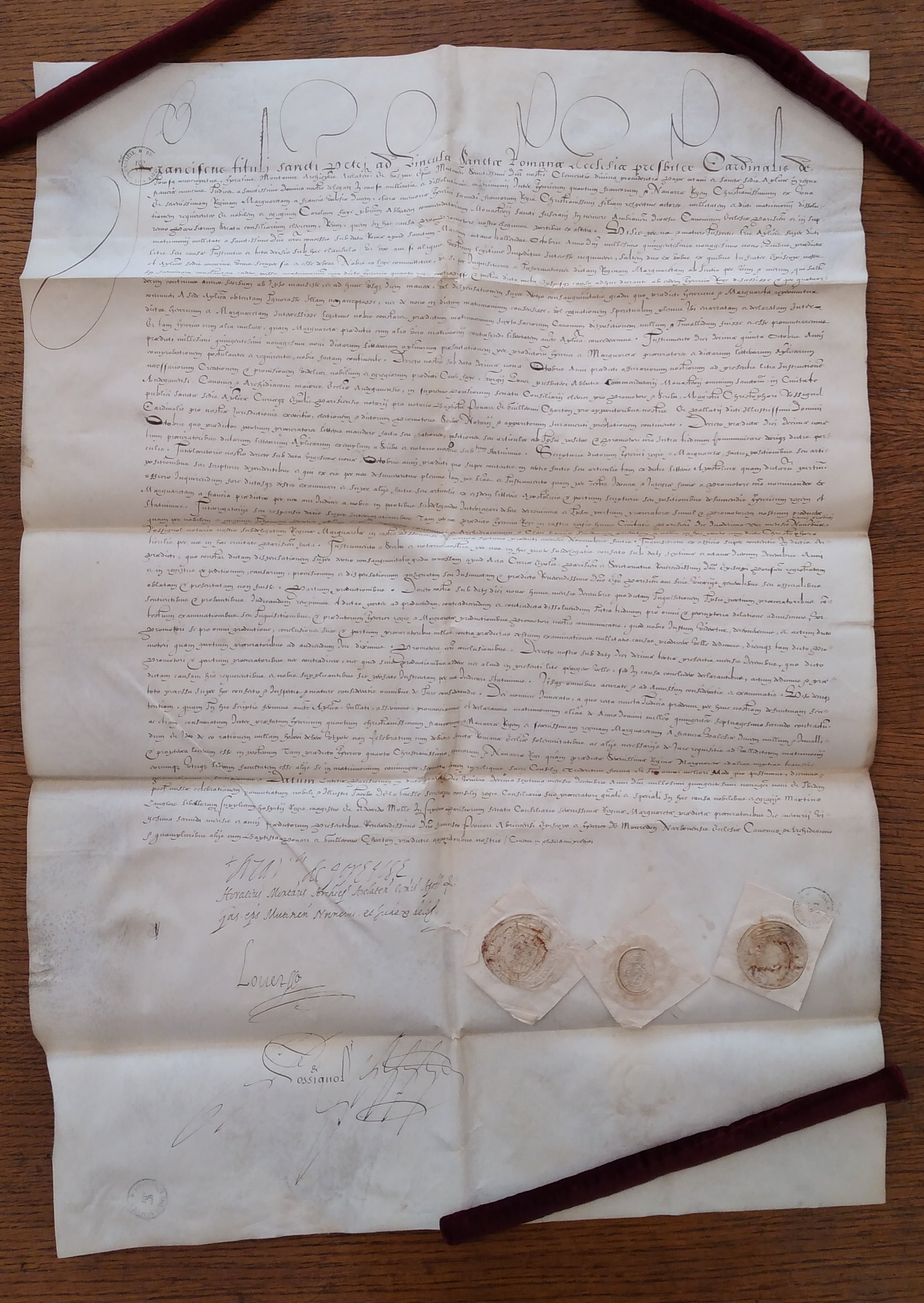
Déclaration de nullité du mariage de Henri IV et de la reine Marguerite, le 17 décembre 1599

Les négociations commencent en 1593, après le retour de la paix et son retour au catholicisme. Pour appuyer la non-validité du mariage auprès du pape, le roi et son épouse mettent en avant la stérilité de leur couple, sa consanguinité, et les vices de forme du mariage. Pendant les pourparlers, la situation financière de la reine s’améliore, mais Henri songe à épouser sa maîtresse, Gabrielle d'Estrées, mère de son fils, César. Marguerite refuse de cautionner un remariage déshonorant et lourd de risques politiques avec cette « bagasse » (« femme de mauvaise vie » selon le Littré). Elle exige que la future épouse soit « une princesse de sa qualité », ce qui bloque les négociations, mais [pas clair]après la mort providentielle de Gabrielle dans la nuit du 9 au 10 avril 1599, elle revient sur son exigence pour des motifs de conscience,[réf. nécessaire][Lesquels ?] en échange de fortes compensations financières et du droit de conserver l'usage de son titre royal. Clément VIII prononce la bulle d'annulation le 24 octobre 1599. Henri IV épouse un an après Marie de Médicis qui, neuf mois plus tard, lui donne un fils.
De bons rapports désormais peuvent se rétablir entre les deux ex-époux : « Vous m'êtes et père, et frère, et roi » et lui promet « une volonté toute soumise aux siennes et une résolution de n'avoir autre loi que ses commandements ». Après vingt ans d'exil, Marguerite rentre dans les grâces du roi de France, mais elle n'est pas encore de retour à Paris. Son cas n'est pas prévu par la coutume, mais sa nouvelle position lui permet de recevoir à Usson de nouveaux visiteurs charmés de la qualité culturelle de ce « nouveau Parnasse » et de la générosité de leur hôtesse.
D'autre part, bien implantée en Auvergne et bien informée, elle ne manque pas de repérer les manigances du comte d'Auvergne, fils bâtard du roi Charles IX et frère utérin d'Henriette d'Entragues — une maîtresse évincée du roi Henri IV. Dûment informé, le roi ordonne en 1604 la capture du comploteur et la confiscation de tous ses biens. Or, Marguerite aurait dû en son temps hériter de l'Auvergne, un bien propre de sa mère Catherine de Médicis qui l'avait déshéritée sur manigance de son frère Henri III au profit de cet allié. Marguerite engagea un long procès et le roi l'autorisa à revenir s'installer à Paris pour pouvoir gérer son affaire judiciaire.

### Retour à Paris
En 1605, après dix-neuf années de présence à Usson, Marguerite fait son retour dans la capitale. Elle mène une vie dévote et Vincent de Paul est un temps son aumônier.

#### Hôtel de la reine Marguerite

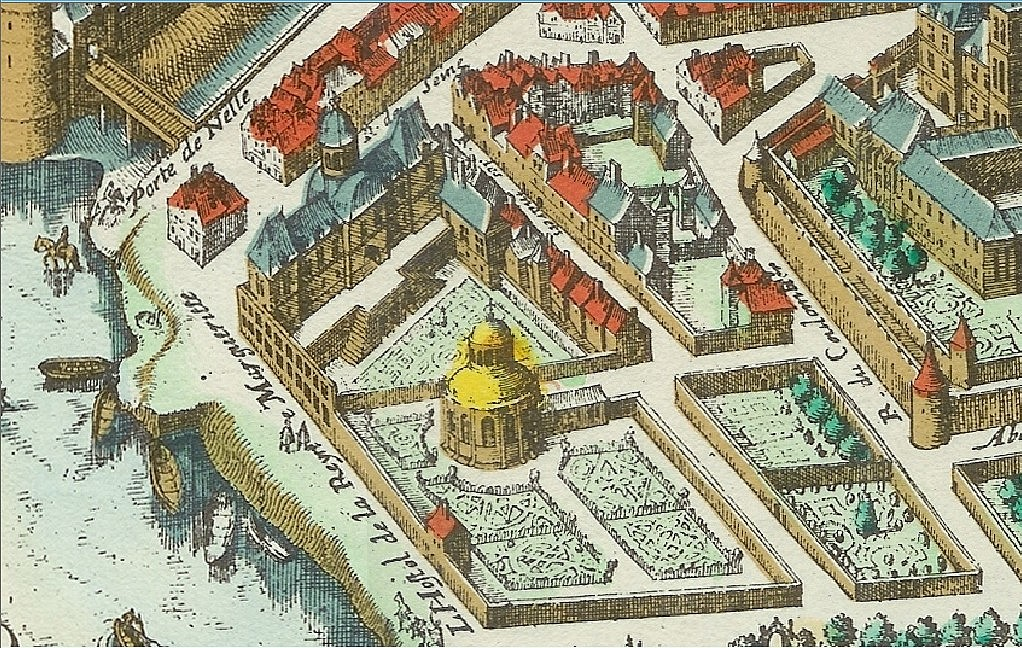
Hôtel de la reine Marguerite (plan Merian, vers 1615).

Marguerite s'installe d'abord dans l'hôtel de Sens, mis à sa disposition par le grand aumônier Renaud de Beaune. Riche des dédommagements qui lui permettent désormais de tenir son rang, elle se fait bâtir sur la rive gauche de la Seine un vaste et somptueux hôtel, surnommé l'« hôtel de la Reine », qui devient le nouveau rendez-vous des écrivains et des artistes[réf. nécessaire]. Situé en face du palais du Louvre, rive gauche, sur la partie nord du Pré-aux-Clercs, un vaste terrain appartenant à l'Université que celle-ci lui a en partie cédé, la construction s'étend de 1606 à 1615 et demeurera inachevée. La façade de l'hôtel fait l'angle avec la Seine, le port de Nesle, et donne sur la partie basse de la rue de Seine. Les jardins, immenses, comportent trois parties : l'arrière-cour de l'hôtel, avec son double escalier et ses arcades ouvrant sur le sentier du pré-aux-Clercs et le fleuve, puis un deuxième enclos où est construite une chapelle en forme de rotonde (dite « des louanges ») et enfin un grand parc qui allait jusqu'à l'actuelle rue des Saints-Pères à l'ouest et au sud par la rue de Bellechasse. L'iconographie de cet édifice et du domaine est rare, mais ce lieu est attesté par les plans Vassalieu et Quesnel édité en 1609, Mathieu Mérian (1615), Visscher (1618).
Après la mort de Marguerite en 1615, ses comptes font apparaître d'importantes dettes. Son testament prévoit entre autres la donation d'une partie du jardin à des moines de l'ordre des Augustins, originaires de Bourges, appelés les « Petits-Augustins déchaussés » puis « réformés » : ceux-ci, protégés par Marie de Médicis, vont bâtir un couvent autour de la chapelle des louanges, un prieuré dit « de la Sainte-Trinité », et rester là jusqu'en 1790. La chapelle est en quelque sorte tout ce qui reste du palais originel de la reine, et fait partie aujourd'hui de l'École nationale supérieure des beaux-arts.
Le 22 mars 1622, l'hôtel et son domaine sont vendus par le biais de cinq financiers en réunion, à savoir le conseiller d'État Jacques de Vassan, le maître de la chambre aux deniers Jacques de Garsanlan, le contrôleur des bois Jacques Potier, le secrétaire d'État Louis Le Barbier, et le commissaire de l'artillerie Joachim de Sandras. Le terrain est loti en une dizaine de propriétés, acquises, pour les plus importantes, par ses créanciers. Cette vaste opération immobilière initia le caractère aristocratique de ce quartier jusque-là plutôt voué à l’Église et à l’Université.
Par son amour des lettres, par les réceptions qu’elle donne (notamment des ballets), par les poètes et philosophes dont elle s’entoure — Marie de Gournay, Philippe Desportes, François Maynard, Étienne Pasquier, Mathurin Régnier, Théophile de Viau... —, son hôtel devient un haut lieu de la vie parisienne intellectuelle, politique et aristocratique[réf. nécessaire].

#### Dernières années
Finalement, Marguerite gagne son procès et récupère l'Auvergne. Mais ne retenant que l'usufruit elle fait don par testament de la province au Dauphin, le futur Louis XIII. Sa victoire en justice marque aussi la défaite définitive d'Henriette d'Entragues qui contestait la légitimité de la reine Marie de Médicis, faisant de cette dernière une solide alliée. Désormais, elle pouvait mener librement la vie fantasque qui lui plaisait en compagnie de nombreux jeunes favoris, sans que personne puisse trouver à redire contre cette grande et généreuse dame qui savait perpétuer le souvenir de la brillante cour des Valois. Selon la légende forgée par les enjolivements de romanciers, elle porte dans les poches de son vertugadin le cœur embaumé de ses divers amants.
« Unique héritière de la race des Valois », comme elle s’intitule, Marguerite a réalisé, en ses dernières années, la transition, non seulement entre sa dynastie et celle des Bourbons, mais aussi entre l’esprit de la Renaissance et celui du Grand Siècle. Elle est d’autant plus apte à jouer ce rôle de trait d’union entre deux époques qu’elle sut entretenir d’excellentes relations avec la reine puis régente Marie de Médicis, qu’elle conseille à l’occasion, et avec le dauphin, futur Louis XIII, dont elle a fait son héritier.
En 1608, lors de la naissance du prince Gaston de France, duc d'Anjou et futur duc d'Orléans, troisième fils d'Henri IV et de Marie de Médicis, elle est choisie par le roi lui-même pour être la marraine du nouveau-né. Elle lui donne d'ailleurs ce prénom de Gaston, en hommage au comte Gaston IV de Foix-Béarn, ascendant du jeune prince.
Marguerite meurt le 27 mars 1615, cinq ans après l'assassinat d'Henri IV.

## Écrits
- Itinéraire raisonné de Marguerite de Valois en Gascogne : d'après ses livres de comptes [19]
- Correspondance, 1569-1614, édition critique par Éliane Viennot, Paris, Honoré Champion, 1998, [compte rendu en ligne].
- Mémoires et autres écrits, 1574-1614, édition critique par Éliane Viennot, Paris, Honoré Champion, 1999.
- Mémoires et discours, édition établie, présentée et annotée par Éliane Viennot, Saint-Étienne, Presses universitaires de Saint-Étienne, coll. « La cité des dames », 2004.
- Mémoires. Lettres choisies. Documents inédits, édition établie, présentée et annotée sous la direction de Vladimir Chichkine en collaboration avec Éliane Viennot et Laurent Angard, Eurasia, Saint-Pétersbourg, 2010 (en russe et français).

## La légende noire de la reine Margot

### Historiographie

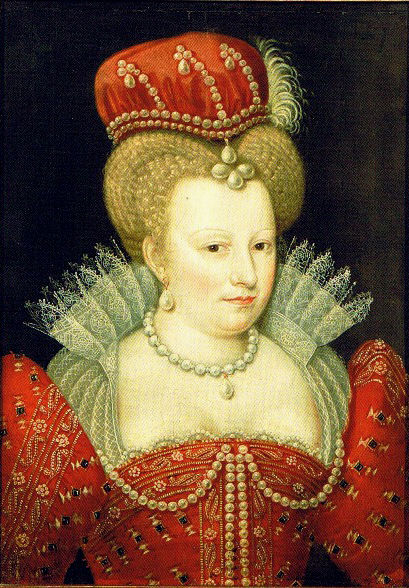
Marguerite de Valois, XVIe siècle, date exacte inconnue.

L’histoire de la princesse Marguerite de Valois est aujourd’hui voilée par la légende noire de la « reine Margot », le mythe d'une femme lubrique née dans une famille maudite. Si de nombreuses calomnies ont été répandues du vivant même de la princesse, ce sont celles de son ennemi Agrippa d'Aubigné avec le Divorce Satyrique qui ont eu le plus de succès. Broyée entre les deux camps, entraînée dans les conflits qui déchiraient sa fratrie, elle fut la cible de pamphlets qui en fait visaient à travers elle sa mère, ses frères ou son mari. D'autant plus que ses contemporains[évasif] reconnaissaient que de tous les enfants de Catherine de Médicis, elle était la seule à posséder à la fois beauté, santé, intelligence et énergie. Remarquable latiniste, elle était très cultivée et savait briller en société comme dans le salon littéraire de la Maréchale de Retz.
Son influence fut considérable aux XIXe et XXe siècles. Mise en lumière par les romantiques, c’est au XIXe siècle que naît le mythe de la Reine Margot. On compte parmi les auteurs qui ont le plus contribué à faire de Marguerite un personnage de fiction Alexandre Dumas, après la parution en 1845 de son roman La Reine Margot relatant ses intrigues mouvementées. L'historien Michelet l'utilisa aussi pour dénoncer les « turpitudes » de l'Ancien régime.
D'autres historiens du XIXe siècle[Qui ?] s'essayèrent à une véritable réhabilitation en tentant de dégager de la gangue des scandales la réalité de la femme de tête qu'elle était, bravant les turbulences de la guerre civile entre catholiques et protestants et opérant finalement un remarquable rétablissement.
Guy Breton inaugure notamment dans les années 1950 une période de fictions érotiques qui mina pour longtemps l'image de la « reine Margot » auprès du grand public supposé friand de scandales et d'histoires scabreuses.
Depuis les années 1990, Éliane Viennot et Janine Garrisson ont permis de réhabiliter l’image des derniers Valois et de rappeler le distinguo à faire entre Marguerite de Valois et la légende de la Reine Margot.

### Les erreurs les plus courantes
Il s'agit pour la plupart de ces erreurs de falsifications du XVIIe et XVIIIe siècles. Malgré leur extravagance, elles ont été longtemps reprises par des auteurs qui, par manque de rigueur, n'en ont pas vérifié la source. Son contemporain, le protestant Agrippa d'Aubigné, est en partie responsable des informations qui ont couru sur elle.
- Marguerite aurait été nymphomane. Origine de cette légende : un pamphlet protestant rédigé contre Henri IV, le Divorce Satyrique (1607). C'est le trait de la légende le plus persistant. Son séjour à Usson est souvent présenté comme une période de décadence où la reine occupe son temps à se donner à de jeunes paysans robustes du pays. Au contraire, la reine célébra l'amour courtois et fut le chantre du néoplatonisme[20]. Dans l'aristocratie française, il était d'usage pour une femme mariée d'être « servie » avec l'accord du mari par plusieurs jeunes « galants »[21]. Quant aux relations extraconjugales de Marguerite, les lettres adressées à son amant le plus célèbre, Champvallon, conservées aujourd'hui, montrent l'exaltation que pouvait éprouver la reine à travers l'amour platonique, cet « amour supérieur »[22].

- Elle aurait eu des relations incestueuses avec ses frères. Origine de cette légende : un pamphlet protestant rédigé contre les Valois intitulé Le réveil-matin des Français (1574). Certains auteurs imaginèrent même qu'elle fut violée par ses frères[23].

- Elle aurait manifesté de la résistance pour ne pas épouser Henri de Navarre. Le jour du mariage, le roi lui aurait poussé la tête pour qu'elle donnât son consentement. Origine de cette légende : l’historien Mézeray dans Histoire de la France (1646)[24]. Selon Éliane Viennot, la contrainte exercée sur la mariée en 1572 ne serait qu'une affabulation inventée au moment du démariage pour appuyer la procédure auprès du pape, le consentement des époux étant un principe fondamental du mariage chrétien.

- Elle aurait emporté la tête décapitée de son amant (Joseph Boniface de La Môle). Origine de cette légende : le Divorce Satyrique (1607)[25]. Cette légende romantique fut popularisée au XIXe siècle par Stendhal dans son roman Le Rouge et le Noir.

- Elle aurait fait assassiner Du Guast, le favori du roi. Origine de la légende : Historiarum sui temporis (traduit en français en 1659) de l'historien De Thou connu pour ses partis pris contre les Valois[26].

- Elle aurait été par ses intrigues amoureuses la cause de la septième guerre de Religion (1579-1580). On a prétendu que cette guerre aurait été déclenchée par Marguerite par rancœur envers son frère aîné. Origine de cette légende : Aubigné dans Histoire universelle (1617) et Sully dans ses Mémoires. Cette légende fut allégrement reprise par les romantiques et depuis, ce conflit fut appelé la « guerre des amoureux »[27].

## Au théâtre, au cinéma et à la télévision

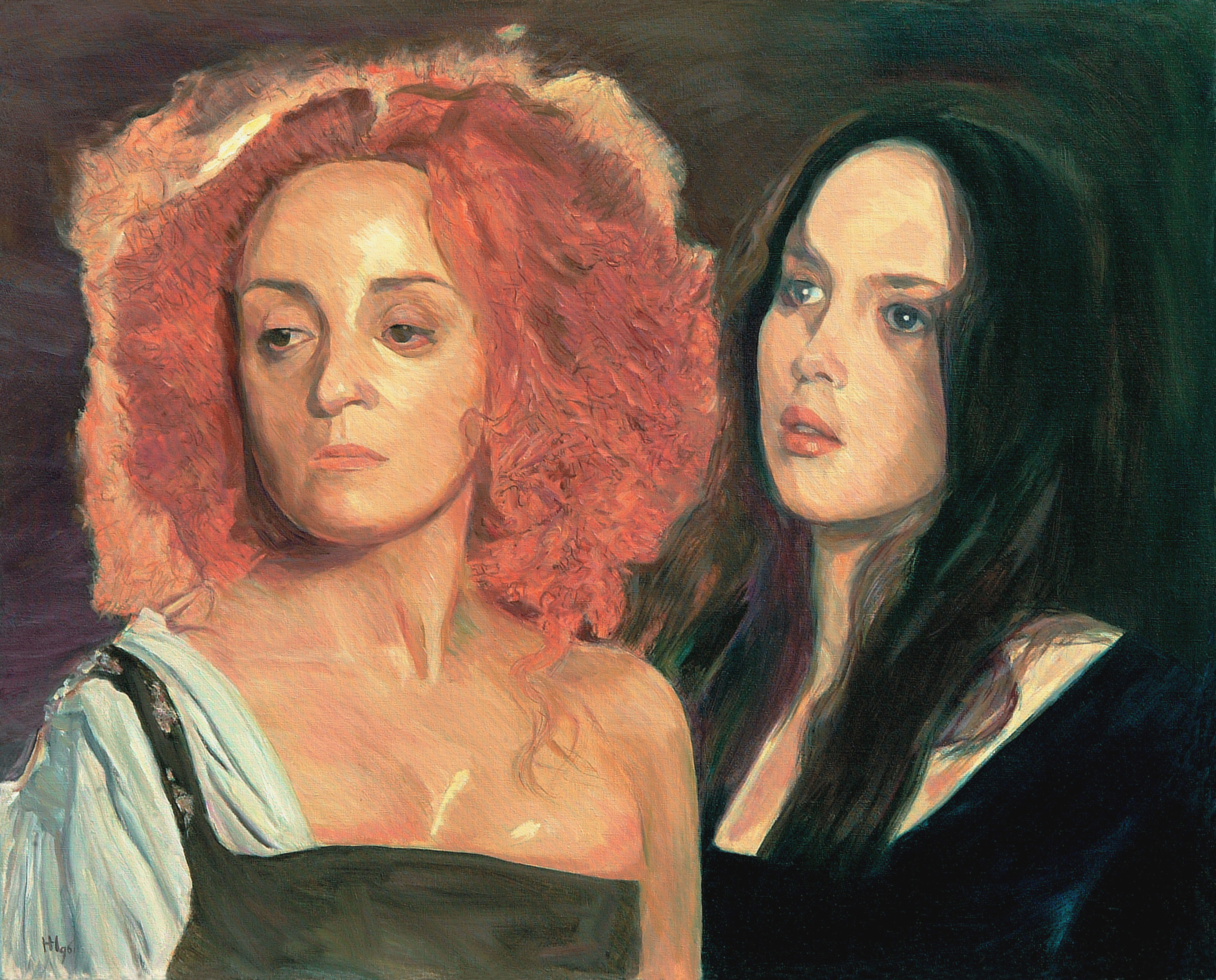
Les actrices Dominique Blanc en Henriette de Nevers (à gauche) et Isabelle Adjani dans le rôle-titre du film La Reine Margot de Chéreau, peinture de Hubertine Heijermans, 1996

Le personnage de la reine Margot a inspiré à Alexandre Dumas un roman et une pièce de théâtre. L'ouvrage La Reine Margot a été publié la première fois en 1854 et adapté de nombreuses fois au cinéma et au théâtre, :
- 1910 : La Reine Margot de Camille de Morlhon avec Berthe Bovy.
- 1911 : Une conspiration sous Henri III – 1578 / La Reine Margot de Camille de Morlhon avec Mylo d'Arcylle.
- 1914 : La Reine Margot film français réalisé par Henri Desfontaines avec Léontine Massart.
- 1916 : Intolérance de David Wark Griffith avec Constance Talmadge.
- 1924 : Henry, King of Navarre de Maurice Elvey avec Gladys Jennings.
- 1935 : Margot d'Édouard Bourdet créée au théâtre Marigny avec Yvonne Printemps.
- 1954 : La Reine Margot de Jean Dréville avec Jeanne Moreau.
- 1960 : Qui a tué Henri IV ?, épisode de La Caméra explore le temps de Stellio Lorenzi avec Nelly Benedetti.
- 1961 : La Reine Margot de René Lucot avec Françoise Prévost.
- 1962 : Les Trois Henry de Abder Isker avec Magali Noël.
- 1979 : Le Roi qui vient du Sud de Marcel Camus et Heinz Schirk (de) avec Katerina Jacob.
- 1989 : Catherine de Médicis de Yves-André Hubert avec Isabelle Gélinas.
- 1990 : Dames Galantes de Jean-Charles Tacchella, d'après Brantôme avec Marianne Basler.
- 1994 : La Reine Margot de Patrice Chéreau avec Isabelle Adjani.
- 1996 : La Reine Margot d’Aleksandr Muratov avec Yevgeniya Dobrovolskaya.
- 2001 : La Reine Margot de Stephen Shank et Vitold Grand-Henry avec Catherine Conet.
- 2010 : Henri 4 de Jo Baier d'après Le Roman d'Henri IV d'Heinrich Mann avec Armelle Deutsch.
- 2017 : Secrets d'Histoire, La légende noire de la reine Margot, documentaire grand public présenté par Stéphane Bern et diffusé le 29 juin 2017 sur France 2[30].
- 2018 : Le Cœur sous la jupe de Margot Ferrera créée par la Compagnie Vanités Exquises avec Laetitia Juan[31].
- 2024 : Interprétée par Philippine Velge dans la saison 2 de la série télévisée historique The Serpent Queen.

#### Ouvrages
- Jacqueline Boucher, Louise de Lorraine et Marguerite de France : deux épouses et reines à la fin du XVIe siècle, Saint-Étienne, Publication de l'Université de Saint-Étienne, 1995, 413 p. (ISBN 2-86272-080-1, lire en ligne).
- Janine Garrisson, Marguerite de Valois, Paris, Fayard, 1994, 386 p. (ISBN 978-2-213-59193-3)Cette biographie a été critiquée pour son « caractère fantaisiste » par Denis Crouzet dans l'article « La caravane des perles : note critique à propos de la « dame aux chameaux » », L'Information historique, vol. 57, Paris, Armand Colin, p. 25-31.
- Madeleine Lazard (dir.) et Jean Cubelier de Beynac (dir.) (préf. Claude-Gilbert Dubois), Marguerite de France, reine de Navarre, et son temps : actes du colloque d'Agen, 12-13 octobre 1991, Agen, Centre Matteo Bandello, 1994, 356 p. (ISBN 2-9504816-1-2, présentation en ligne).
- Catherine Magnien (dir.) et Éliane Viennot (dir.), De Marguerite de Valois à la reine Margot : autrice, mécène, inspiratrice, Rennes, Presses universitaires de Rennes, coll. « Interférences », 2019, 271 p. (ISBN 978-2-7535-7650-6, présentation en ligne).
- Éliane Viennot, Marguerite de Valois : histoire d'une femme, histoire d'un mythe, Paris, Payot, coll. « Histoire Payot », 1993, 477-[8], 24 cm (ISBN 2-228-88617-3, BNF 35564863)Réédition augmentée, avec un nouveau sous-titre : Éliane Viennot, Marguerite de Valois : « la reine Margot », Paris, Perrin, coll. « Tempus » (no 111), 2005, 660 p., poche (ISBN 2-262-02377-8, BNF 40030768)[Postface (édition de 2005) en ligne].

#### Articles
- Laurent Angard, « La nuit de la Saint-Barthélemy (1572) : un cas extrême d'écriture, d'interprétation et de création (Marguerite de Valois, Agrippa d'Aubigné, Prosper Mérimée) », in Entr'actes. Regards Croisés en Sciences Humaines, Strasbourg, 2005, p. 297-313.
- Laurent Angard, « Les Mémoires de Marguerite de Valois : un retour salutaire sur soi », in Variations Literaturzeitschrift der Universität Zürich, no 14, Zürich, 2006, p. 115-130.
- Laurent Angard, « Les Mémoires de Marguerite de Valois : une autobiographie au XVIe siècle ? Entre (pré)-texte et (pré)-histoire d'un genre », in Texte, université de Toronto, 41-42, 2007, p. 81-102.
- Laurent Angard, « À propos des genres littéraires dans les Mémoires de Marguerite de Valois », dans Les genres littéraires de la mémoire dans l’Europe des XVIe et XVIIe siècles, coll. « Europe XVI-XVII », Pierre Demarolle et Marie Roig Miranda (dir.), Nancy, Université de Nancy 2, 2008, p. 137-164.
- Laurent Angard, « Marguerite de Valois : livre d’histoire ou naissance des Mémoires ? », dans L. Fraisse, G. Schrenck et M. Stanesco (dir.), Tradition et modernité en littérature, Paris, éd. Orizons, coll. « Université - Domaine littéraire », 2009, p. 59-71.
- Laurent Angard, « L’échange littéraire comme prétexte à l’écriture de soi : de Marguerite de Valois à Brantôme », dans Actes de la Queen’s University Belfast French Studies Postgraduate Conference (16-17 May 2008, Irlande), éd. Peter Lang, 2011, p. 11-30.
- Laurent Angard, « L’aristocratie au féminin à travers les Mémoires de Marguerite de Valois », dans P. Werly (dir.), Actes du colloque, Les Aristocraties en Europe du Moyen Âge à aujourd’hui (9-10 octobre 2008, Strasbourg), Les Aristocraties en Europe du Moyen Âge à nos jours, Strasbourg, PUS, 2011.
- Laurent Angard et Vladimir Chichkine, « Réalité et représentation de Nérac dans les œuvres de Marguerite de Valois », Albineana, Cahiers d'Aubigné, no 24 « La Cour de Nérac au temps de Henri de Navarre et de Marguerite de Valois »,‎ 2012, p. 17-32 (lire en ligne).
- Laurent Angard, « Marguerite de Valois et « La Querelle des femmes » : des Mémoires au Discours docte et subtil », Cahiers du GADGES (Groupe d'Analyse de la Dynamique des Genres et des Styles), Genève, Droz, no 9 « Genres et querelles littéraires »,‎ 2012, p. 117 (ISBN 978-2-364-42011-3, ISSN 1950-974X).
- Vladimir Chichkine (éd.), « Trois lettres inédites de Marguerite de Valois conservées à la Bibliothèque nationale de Russie », Histoire et archives, no 2,‎ juillet-décembre 1997, p. 141-150 (lire en ligne).
- (en) Vladimir Chichkine, « The Court of Marguerite de Valois in Rebellion, 1585–87 », The Court Historian, vol. 21, no 2,‎ 2016, p. 89-108.
- Jean-François Dubost, « La légende noire de la reine Margot », L'Histoire, no 177,‎ mai 1994, p. 8-16.
- Jean Garapon, « L'autoportrait de Marguerite de Valois dans ses Mémoires », Le Moyen Âge, Louvain-la-Neuve / Paris, De Boeck Supérieur, t. CXXII,‎ 2016, p. 101-110 (DOI 10.3917/rma.221.0101).
- Philippe Lauzun, « Itinéraire raisonné de Marguerite de Valois en Gascogne (1578-86) », Revue de l'Agenais, t. 26,‎ 1899, p. 212-225 ; 342-354 ; 403-409 ; 520-537 (lire en ligne).
- Philippe Lauzun, « Itinéraire raisonné de Marguerite de Valois en Gascogne (1578-86) », Revue de l'Agenais, t. 27,‎ 1900, p. 57-72 ; 107-124 ; 324-341 ; 423-439 ; 476-489 (lire en ligne).
- Philippe Lauzun, « Itinéraire raisonné de Marguerite de Valois en Gascogne (1578-86) », Revue de l'Agenais, t. 28,‎ 1901, p. 45-58 ; 140-153 ; 210-224 ; 330-346 ; 441-458 ; 521-539 (lire en ligne).
- Philippe Lauzun, « Itinéraire raisonné de Marguerite de Valois en Gascogne (1578-86) », Revue de l'Agenais, t. 29,‎ 1902, p. 27-45 ; 107-129 ; 241-262 ; 328-349 ; 417-434 ; 484-499 (lire en ligne).
- Bruno Petey-Girard, « Une cour royale pour les lettres à l'aube du XVIIe siècle ? Marguerite de Valois à Paris (1605-1615) », dans Boris Bove, Murielle Gaude-Ferragu et Cédric Michon (dir.), Paris, ville de cour (XIIIe – XVIIIe siècle), Rennes, Presses universitaires de Rennes, coll. « Histoire », 2017, 384 p. (ISBN 978-2-7535-5910-3, lire en ligne), p. 267-283.
- (en) Moshe Sluhovsky, « History as Voyeurism : from Marguerite de Valois to La Reine Margot », Rethinking History : The Journal of Theory and Practice, vol. 4, no 2,‎ 2000, p. 193-210 (DOI 10.1080/13642520050074830).
- Caroline Trotot, « Deux femmes françaises du XVIe siècle face à l’histoire à travers leurs écrits personnels. Marguerite de Valois et Charlotte Arbaleste face à la Saint-Barthélemy », dans Song Ki-Jeong (dir.), Publication en coréen, (Écritures de l’histoire), Séoul, 2013.
- Caroline Trotot, « Vivre et écrire la Saint-Barthélemy au féminin : les Mémoires de Marguerite de Valois », dans Caroline Trotot et Michael Soubbotnik (dir.), Vivre l'histoire, Strasbourg, Presses universitaires de Strasbourg, coll. « Formes et savoirs », 2013, 238 p. (ISBN 978-2-86820-497-4), p. 59-71.
- Caroline Trotot, « L'écriture des Mémoires de Marguerite de Valois, métaphore et fiction de soi dans l’histoire », communication au séminaire Polysémies de l’ENS Ulm sur « Fiction et histoire », mai 2012, à paraître dans Darmon Rachel, Desbois Adeline, Vintenon Alice, Fiction et histoire, Paris, Garnier, 2013.
- Éliane Viennot, « Marguerite de Valois et La Ruelle mal assortie : une attribution erronée », Nouvelle Revue du Seizième Siècle, Paris / Genève, Société française des seizièmistes / Droz, no 10,‎ 1992, p. 81-98 (lire en ligne).
- Éliane Viennot, « De la reine Marguerite à La Reine Margot : les lectures de l'Histoire d’Alexandre Dumas », L'École des lettres, nos 13-14,‎ juillet 1994, p. 81-105 (lire en ligne).
- Éliane Viennot, postface et notes à La Reine Margot d'Alexandre Dumas, Paris, Le Livre de Poche classique, 1994, [lire en ligne].
- Éliane Viennot, « Autour d'un « démariage » célèbre : dix lettres inédites de Marguerite de Valois », Bulletin de l'Association d'étude sur l'humanisme, la réforme et la renaissance, no 43,‎ 1996, p. 5-24 (lire en ligne).
- Éliane Viennot, « À propos de la Saint-Barthélemy et des Mémoires de Marguerite de Valois : authenticité du texte et réception au XVIIe siècle », Revue d'histoire littéraire de la France, no 5 96e année,‎ septembre-octobre 1996, p. 894-917 (lire en ligne).
- Éliane Viennot, « Agrippa d'Aubigné, Marguerite de Valois et le Divorce satyrique », Albineana, Cahiers d'Aubigné, no 7,‎ 1996, p. 87-111 (lire en ligne).
- Éliane Viennot, « Marguerite de Valois et Henri IV », Bulletin de la Société des Amis du Château de Pau,‎ 1er semestre (lire en ligne).
- Éliane Viennot, « L'heureux voyage de Flandres : temps du récit, temps de l'écriture, dans les Mémoires de Marguerite de Valois », dans Belinda Cannone (dir.), Le Bonheur en littérature, Représentations de l'Autre et de l'Ailleurs, Klincksieck, 1998, p. 97-109, [lire en ligne].
- Éliane Viennot, « Les métamorphoses de Marguerite de Valois, ou les cadeaux de Brantôme », dans Jean-Philippe Beaulieu & Diane Desrosiers-Bonin (dir.), Dans les miroirs de l’écriture. La réflexivité chez les femmes écrivains de l'Ancien Régime, Montréal, Paragraphes, 1998, p. 83-94.
- Éliane Viennot, « Marguerite de Valois et le comté d’Auvergne : stratégies pour la reconquête du pouvoir », dans Kathleen Wilson-Chevalier & Éliane Viennot (dir.), Royaume de Femynie. Pouvoir, contraintes, espaces de liberté des femmes, de la Renaissance à la Fronde, Paris, Honoré Champion, 1999, p. 91-102, [lire en ligne].
- Éliane Viennot, « Une intellectuelle, auteure et mécène parmi d'autres : Marguerite de Valois (1553-1615) », Clio, no 13 « Intellectuelles »,‎ 2001, p. 125-134 (lire en ligne).
- Éliane Viennot, « Le corps signifiant des souverains dans La Reine Margot d'Alexandre Dumas», dans Jean-Marie Roulin (dir.), Corps, littérature, société, 1789-1900, Saint-Étienne, Publications de l’Université de Saint-Étienne, 2005, [lire en ligne].
- Éliane Viennot, « Parler de soi : parler à l'autre. Marguerite de Valois face à ses interlocuteurs », Tangence, no 77,‎ 2005, p. 37-59 (lire en ligne).
- Éliane Viennot, « Marguerite de Valois et l'écriture de l'histoire, 1574-1614 », Études Épistémè, no 17,‎ printemps 2013 (lire en ligne).
- Éliane Viennot, « Entre dissidence politique et dissidence littéraire : le dialogue Marguerite de Valois-Brantôme », Les Dossiers du GRIHL (Groupe de Recherches Interdisciplinaires sur l'Histoire du Littéraire), nos 2013-01 « Expressions de la dissidence à la Renaissance »,‎ 2013 (DOI 10.4000/dossiersgrihl.5890, lire en ligne).
- Éliane Viennot, « Marguerite de Valois et Henri IV : la contribution d’une reine à une typologie de la maîtresse royale », dans Juliette Dor, Marie-Élisabeth Henneau et Alain Marchandisse, Maîtresses et favorites dans les coulisses du pouvoir du Moyen Âge à l'Époque moderne, Saint-Étienne, Publications de l'Université de Saint-Étienne, coll. « L’École du genre », 2019 (ISBN 9782862726946, lire en ligne), p. 255-267.